# Nokia Lumia 610
Das Nokia Lumia 610 ist ein Smartphone der Lumia-Serie des finnischen Herstellers Nokia. Es handelt sich um das erste Windows-Phone-Gerät mit geringeren Hardware-Anforderungen und dem Ziel, mit günstigeren Windows-Phone-Mobiltelefonen eine andere Zielgruppe zu erreichen. Als erstes Windows-Phone-Gerät erscheint das Lumia 610 in einer Version mit dem NFC-Übertragungsstandard.

## Technische Daten
Das Lumia 610, das sich vor allem an Einsteiger und eine jüngere Zielgruppe wie Schüler und Studenten richtet, ist das dritte Nokia-Mobiltelefon mit dem Betriebssystem Windows Phone 7 von Microsoft. Auf dem Gerät sind verschiedene Social Network-Anwendungen sowie eine Microsoft Office App vorinstalliert. Letztere erlaubt die Bearbeitung von Dokumenten in den mobilen Versionen von Word, PowerPoint und Excel. Die ebenfalls integrierte Anwendung OneNote gestattet die Speicherung von Notizen und Sprachnachrichten. Das Smartphone, das mit einem 3,7 Zoll großen Touchscreen ausgestattet ist, verfügt über einen 800 MHz-Prozessor sowie einen Arbeitsspeicher von 256 MB, der gegenüber dem Lumia 800 und dem Lumia 710 nur halb so groß ausfällt.

## Einführung und Verkauf
Das Lumia 610 wurde am 27. Februar 2012 zusammen mit dem Modell Nokia Lumia 900 auf dem Mobile World Congress 2012 in Barcelona vorgestellt. Am 24. Mai 2012 wurde der Verkaufsstart im deutschen Handel angekündigt.